# Iluminación otoniana

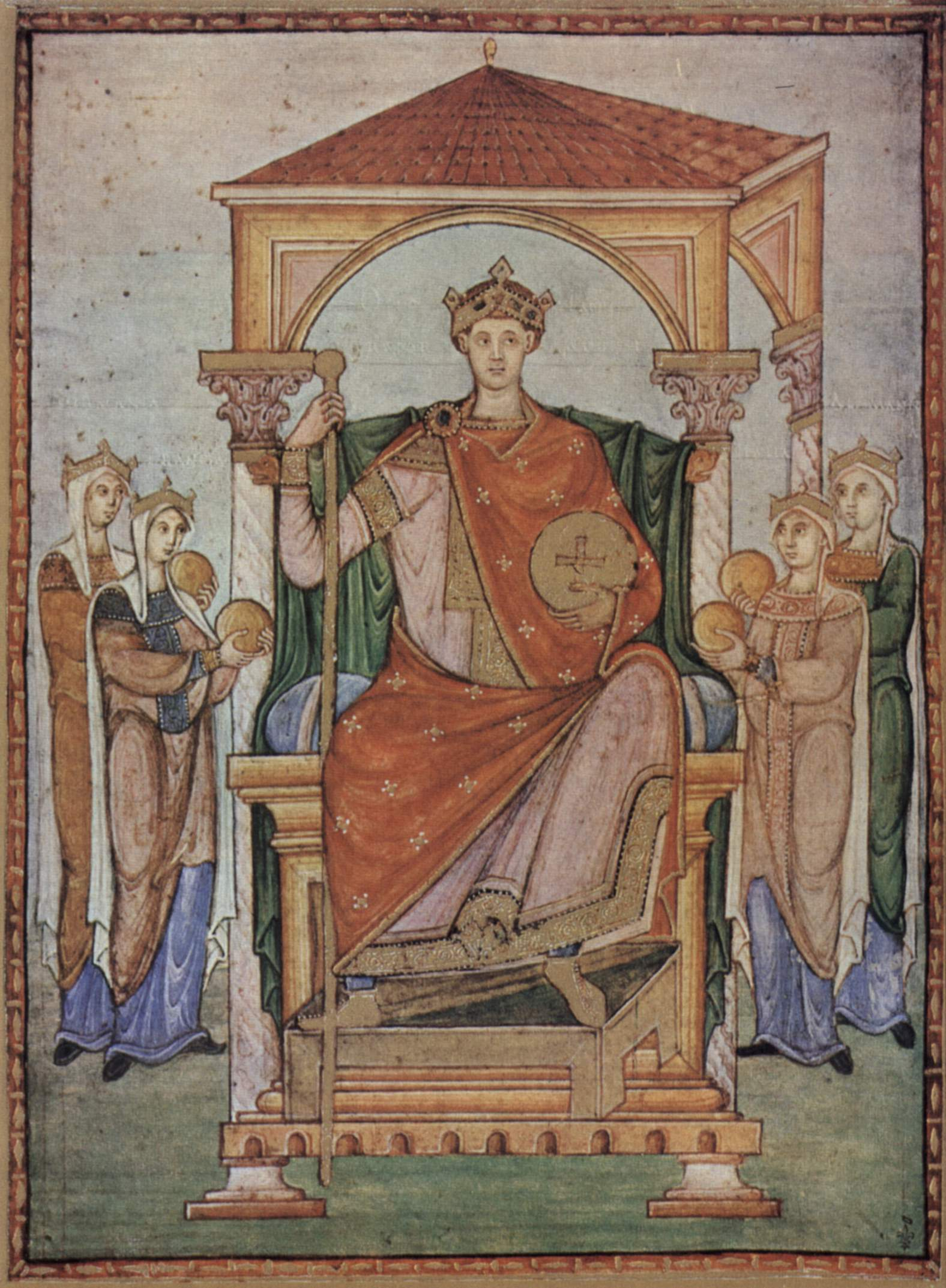
Miniatura que representa a Otón II del Sacro Imperio, extraída del Registrum Gregorii de Tréveris. Museo Condé, Sra. 14bis.

La iluminación otoniana es el arte de decorar códices y manuscritos desarrollado en Germania y el norte de Italia desde mediados del siglo X, con el ascenso de Otón I, hasta mediados del siglo XI, con la finalización del reinado de Enrique III. Heredera de la iluminación carolingia, desarrolló un estilo original que desapareció con la entrada de la iluminación románica durante el siglo XI.

## Orígenes y patrocinadores
Dos circunstacias concurren en el origen del desarrollo de un arte de la iluminación específico del período otoniano: 
1. Un movimiento reformador que tuvo lugar en varios monasterios benedictinos, empezando por la abadía de Gorze, cerca de Metz, reformado en 933, y continuando en la abadía de San Maximino, en Tréveris en 934. Esta reforma se está extendiendo gradualmente a toda Alemania. Esta reforma creó condiciones favorables para el establecimiento de scriptoria y el surgimiento de un arte de iluminar libros.
2. El apoyo decidido de la dinastía de los otonienses, que llegó a la cabeza del Sacro Imperio en 936, favoreciendo esta reforma para, con ello, crear una alianza entre esta red de monasterios benedictinos y el nuevo poder temporal. Además, los monarcas fueron también los primeros en encargar obras a estas abadías,[1] buscando, de este forma, afirmarse como protectores del cristianismo, multiplicando con las miniaturas las representaciones simbólicas de este poder. Estos manuscritos, que frecuentemente contienen el retrato del emperador, se destinan luego a los oficios que tienen lugar en la corte, o incluso se ofrecen a los mayores santuarios del Imperio.

Por otro lado, a diferencia de lo ocurrido en la etapa carolingia, los scriptoria aparentemente nunca se instalaron dentro de los palacios imperiales, sino que permanecieron dentro de los recintos monásticos. Entre los demás mecenas, se encuentran grandes prelados eclesiásticos, cercanos al poder, como obispos, abades o abadesas, así como las esposas de los emperadores.

## Influencias

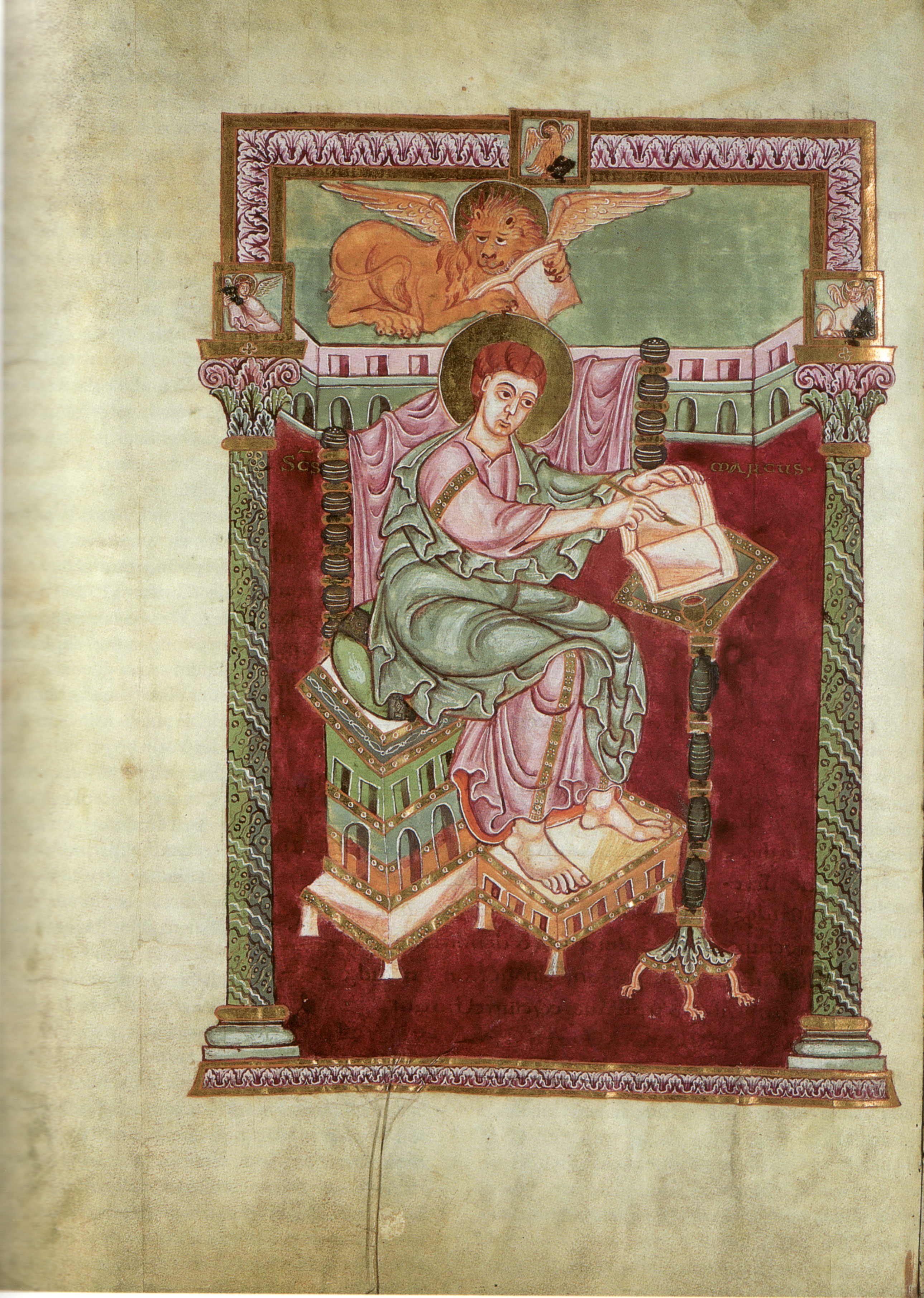
Retrato de un evangelista del Códice Wittekindeus, ejecutado en la Abadía de Fulda hacia el año 975 y fuertemente influenciado por los manuscritos carolingios del Grupo Ada.

La iluminación otoniana está evidentemente inspirada por la iluminación carolingia que la precede. Los scriptoria carolingios germanos, particularmente en los Alpes, continuaron produciendo manuscritos en estilo carolingio durante la primera mitad del siglo X. Varios manuscritos carolingios que aún se conservan hoy están presentes en los principales scriptoria otonianos y sirven claramente de modelo. Es el caso del Códice Áureo de San Emmeram, datado en la época de Carlos el Calvo, presente y completado en la Abadía de Saint-Emmeran en Ratisbona. Sin embargo, mientras los manuscritos del siglo anterior sirven de modelo, se asiste a una renovación tanto en los tipos de manuscritos producidos como en los motivos decorativos.
La otra fuente citada a menudo es la iluminación bizantina, que experimentó diversas influencias según el lugar de producción, así como la iluminación antigua. Para este último caso, probablemente estén presentes en los scriptoria varios manuscritos de este período, como la Biblia Itala de Quedlinbourg.

## Características

### Tipos de manuscritos
Los tipos de manuscritos vinculados con la iluminación otoniana son considerablemente reducidos en comparación con los manuscritos carolingios o insulares de este mismo período. En primer lugar, los manuscritos de textos de autores antiguos desaparecen casi por completo. Incluso en el ámbito religioso, los tipos de libros se reducen: las grandes biblias, incluso los salterios, están casi totalmente abandonados.
Se privilegia dos tipos de manuscritos: 
1. En primer lugar, los documentos diplomáticos elaborados por el poder otoniano. Así, el Privilegium Ottonianum, fechado en 962, tiene una decoración de follaje sobre fondo violeta. De manera similar, el certificado de matrimonio de la emperatriz Teófano, fechado en 972, presenta el mismo fondo púrpura salpicado de medallones decorados con representaciones de animales inspirados en sedas bizantinas.
2. En segundo lugar, los otros tipos de manuscritos más habituales son los grandes misales, destinados al oficio, en forma de evangeliarios, libros de perícopas o leccionarios y sacramentarios.[3]

### Las decoraciones

#### Las capitales
Muchos manuscritos otonianos presentan grandes iniciales que a veces ocupan una página entera, decoradas con pámpanos, espirales y tracerías sobre fondos verdes, morados o azules. Estos adornos están inspirados en la iluminación carolingia, particularmente en la Escuela de la Abadía de St. Gall en Suiza, y se desarrollaron por primera vez en el scriptorium de la Abadía de Reichenau. Los manuscritos más antiguos se agrupan bajo el nombre de Grupo Eburnant, que lleva el nombre de un copista de uno de estos manuscritos que se conserva actualmente en Solothurn. Este estilo está muy extendido en muchos manuscritos de Alemania, así como de Francia e Italia.
Otro estilo de inicial, también originario de Reichenau pero diez años después, se desarrolla con letras más densas y achaparradas, sin espirales, con tallos en ciernes, entrelazados apretados y ramas que forman relámpagos. Este estilo se encuentra por ejemplo en el Salterio de Egberto y en otros manuscritos recopilados bajo el nombre de grupo Ruodprecht.

#### Las miniaturas
A diferencia del período carolingio, las miniaturas de los Evangelios generalmente dejan de lado los retratos de los evangelistas para privilegiar las escenas de la vida de Cristo. Las distintas escuelas locales demuestran así una cierta creatividad en la elección de las escenas y en los modos de representación. Por el contrario, casi no hay escenas profanas, salvo algunas raras escenas calendáricas, inspiradas en manuscritos carolingios.

#### Miniaturas al estilo delRegistrum Gregorii
Es el maestro del Registrum Gregorii quien está en el origen del estilo verdaderamente original de las miniaturas de la iluminación otoniana. Instalado en un taller al servicio del arzobispo de Tréveris Egbert de Trier, este artista anónimo renovó por completo el estilo de las miniaturas de su época accediendo sin duda a modelos muy antiguos que se remontan a la Antigüedad. Varios de sus manuscritos están, pues, influenciados por la Biblia Itala de Quedlinbourg o el Vergilius Vaticanus, dos de los raros manuscritos antiguos que aún hoy se conservan. También extrae motivos e iconografía de manuscritos carolingios.
Entre las características de su estilo, el espacio está representado por planos sucesivos, superpuestos entre sí. Las formas están delimitadas de forma muy clara y por curvas armoniosas. Los colores presentan tanto tonos claros como tonos cantores. Es especialmente el color azul el que se utiliza de esta forma en numerosas ocasiones. Los fondos de color son muy aireados y, a veces, completamente cubiertos de oro, como en el Libro del Evangelio de la Sainte-Chapelle. Es la primera vez en la iluminación de la Alta Edad Media que se utiliza este proceso.

## Los principales centros de producción.

### Los scriptoria sajones
Sajonia es la tierra de origen de la dinastía otoniana y es el primer centro de producción del nuevo arte otoniano. Los primeros manuscritos de este estilo aparecen alrededor de la década de 950 en la abadía de Corvey. Se trata de evangelios con decoraciones puramente ornamentales, en oro, plata y púrpura, realizados sin duda por orden real y destinados a la abadía de Quedlinburg. Toman prestada su decoración de la escuela franco-sajona y, en particular, de un manuscrito de Reims que data de 870-890 y luego conservado en Corvey (hoy en Praga, Kapitulni Knihovna, Cim. 2). Estos incluyen el llamado Evangelio de Wernigerode (ahora Biblioteca y Museo Morgan M.755), un pequeño Evangelio ahora en la Catedral de Essen, un fragmento de Evangelios ahora en Londres (Biblioteca Británica, Egerton 768) y otro manuscrito compartido entre Reims (BM ms .10) y el Museo de Arte Walters (W751). Otro grupo de manuscritos del mismo monasterio evoca la iluminación anglosajona de esta época, con miniaturas dibujadas a pluma, que representan evangelistas o escenas de la vida de Cristo. : por ejemplo un sacramentario (Biblioteca de la Universidad de Leipzig) o los Evangelios de Abingdhof (Biblioteca de la Universidad de Kassel, Ms.Theol.fol.60).

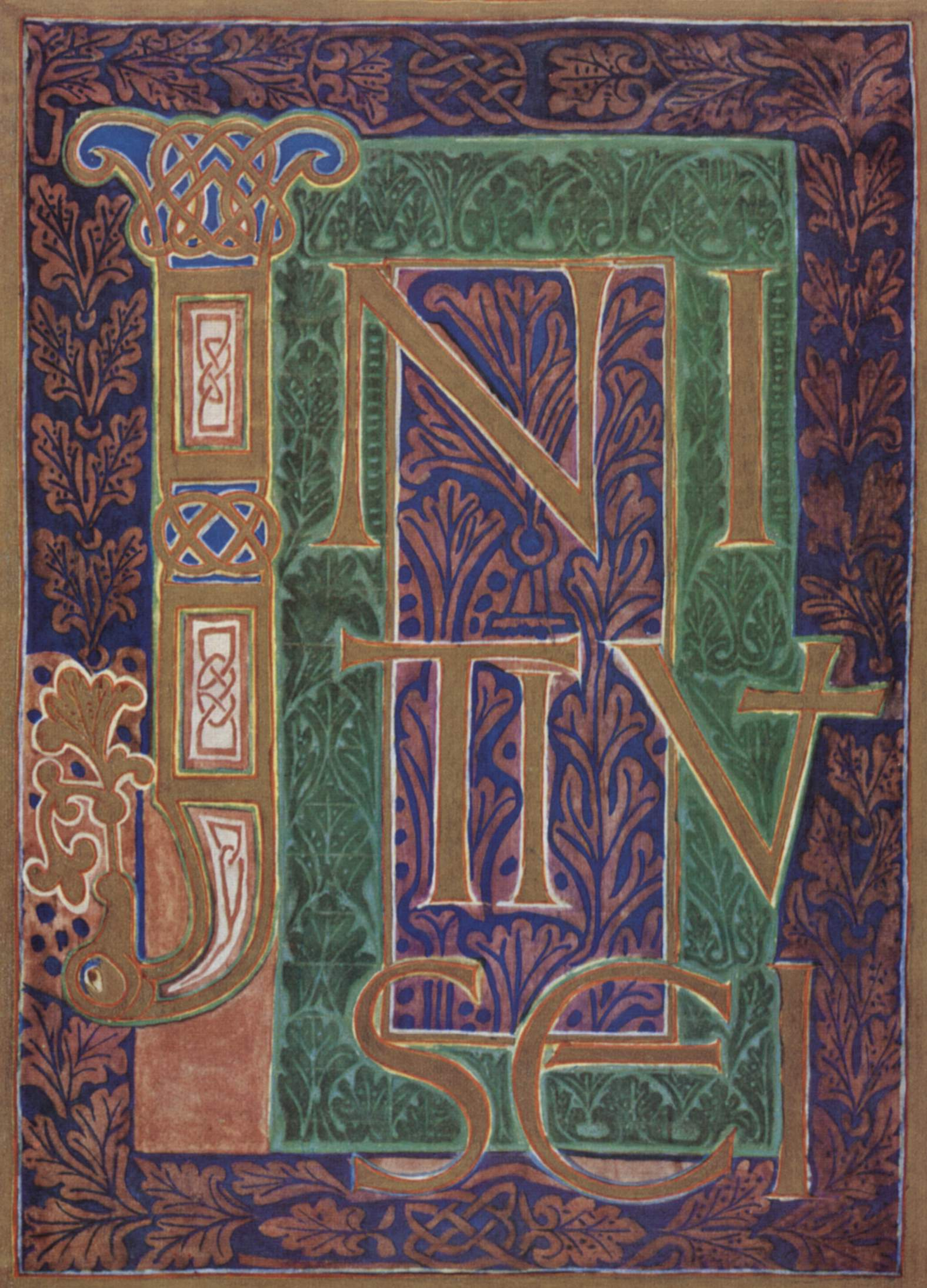
Evangelios de Corvey, c. 950, Morgan Library and Museum.
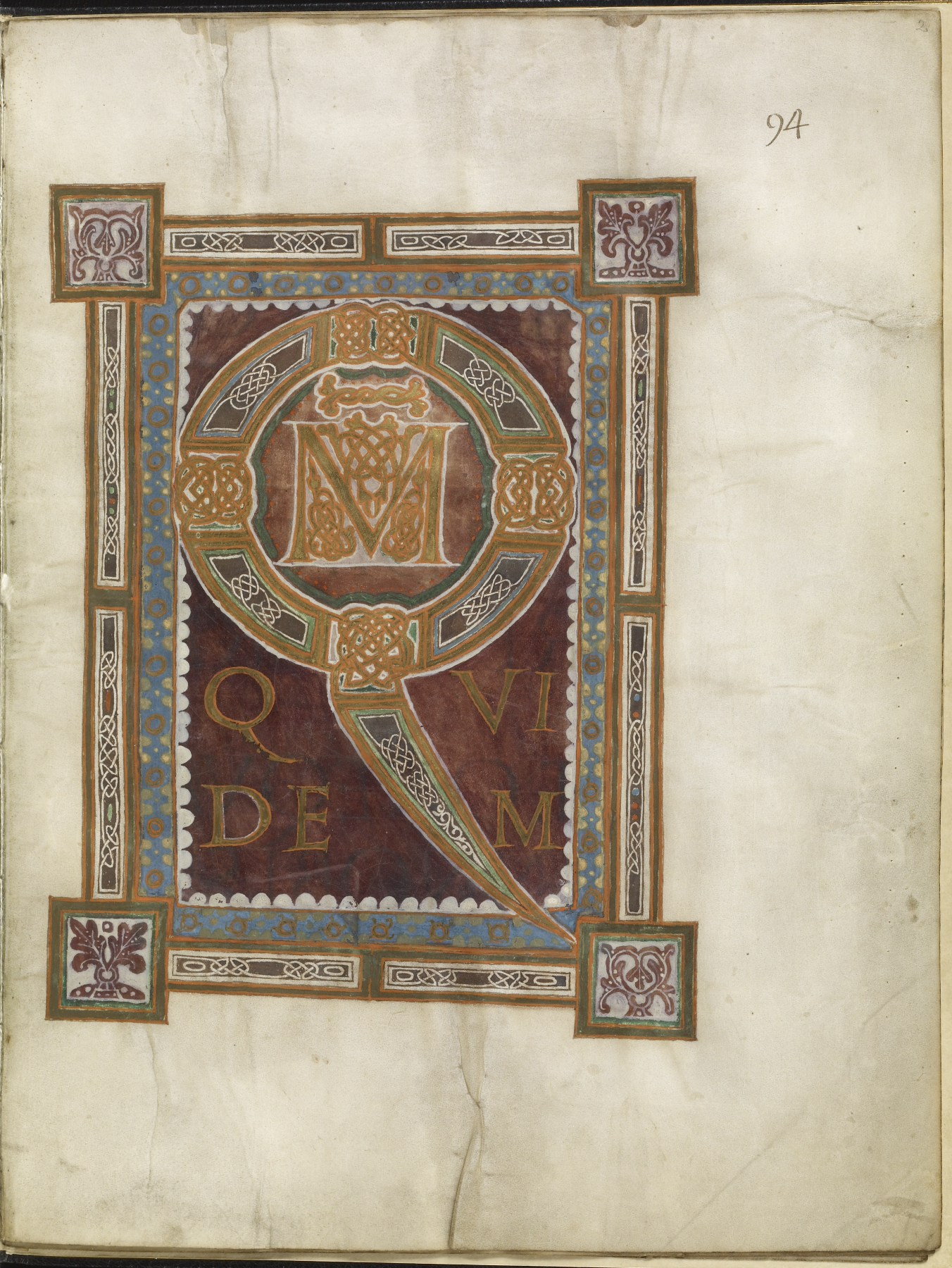
Evangelios de Reims, Walters Art Museum, W751, f.2r.
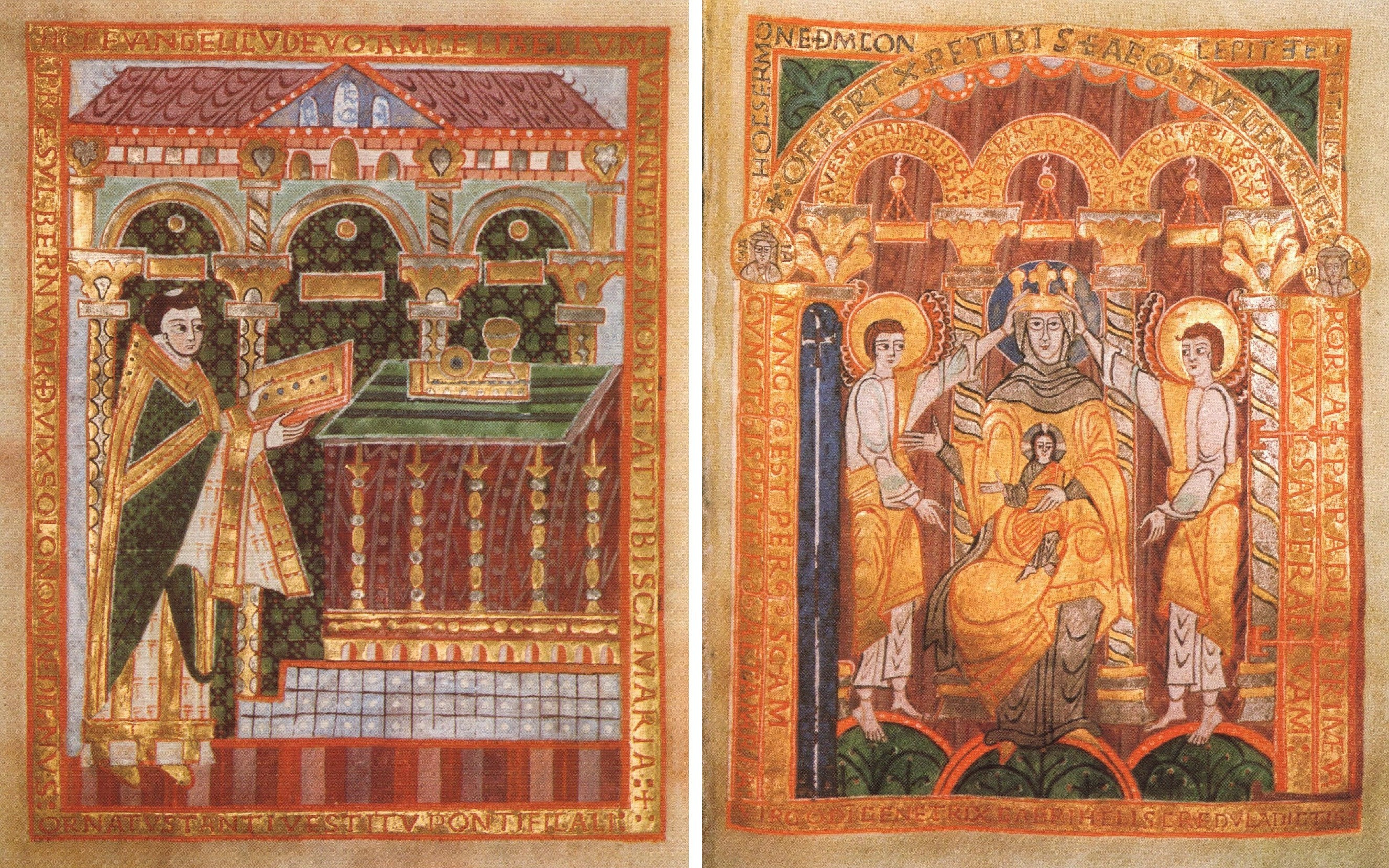
Evangelios de Bernward, Hildesheim, Ms.18

Después del año mil, la escuela de la catedral de Hildesheim reemplaza a Corvey. Este nuevo centro debe su dinamismo a su obispo San Bernardo, nombrado en 993 después de haber estado en la corte de la emperatriz Teófano y en el séquito del arzobispo Willigis en Maguncia. Encarga varias obras de nuevo estilo. El primero es un libro de evangelios fechado alrededor de 1011 escrito por el diácono Guntbald, influenciado por el Evangelio carolingio de Lorsch, luego un sacramentario, fechado entre 1014 y 1022, una biblia y otros evangelios, fechados después de 1015 y que contienen un retrato de Bernward.

### Reichenau
La abadía de Reichenau, bajo el impulso de sus abades Roudmann y Witigowo, se convirtió en uno de los mayores scriptoria de Europa hacia el año mil. En el lugar se producen un gran número de suntuosos manuscritos dedicados a los emperadores: el Evangelio de Otón III, el Apocalipsis de Bamberg o incluso el Evangelio de Liuthar. Otros son para exportación. El Maestro del Registrum Gregorii ejerció allí una influencia directa e incluso pudo haber trabajado allí; cinco miniaturas son de su mano en un manuscrito realizado in situ, el códice Egberti.
En los manuscritos del grupo de Liuthar, los iluminadores desarrollan un estilo diferente al del Maestro del Registrum : los personajes, reducidos a una expresión y un gesto, se representan sobre fondos vacíos utilizando dorados, colores fríos o claros. Este tipo de miniatura se encuentra en el Evangelio de Otón III, el Evangelio de Liuthar o el libro de Perícopas de Enrique II.

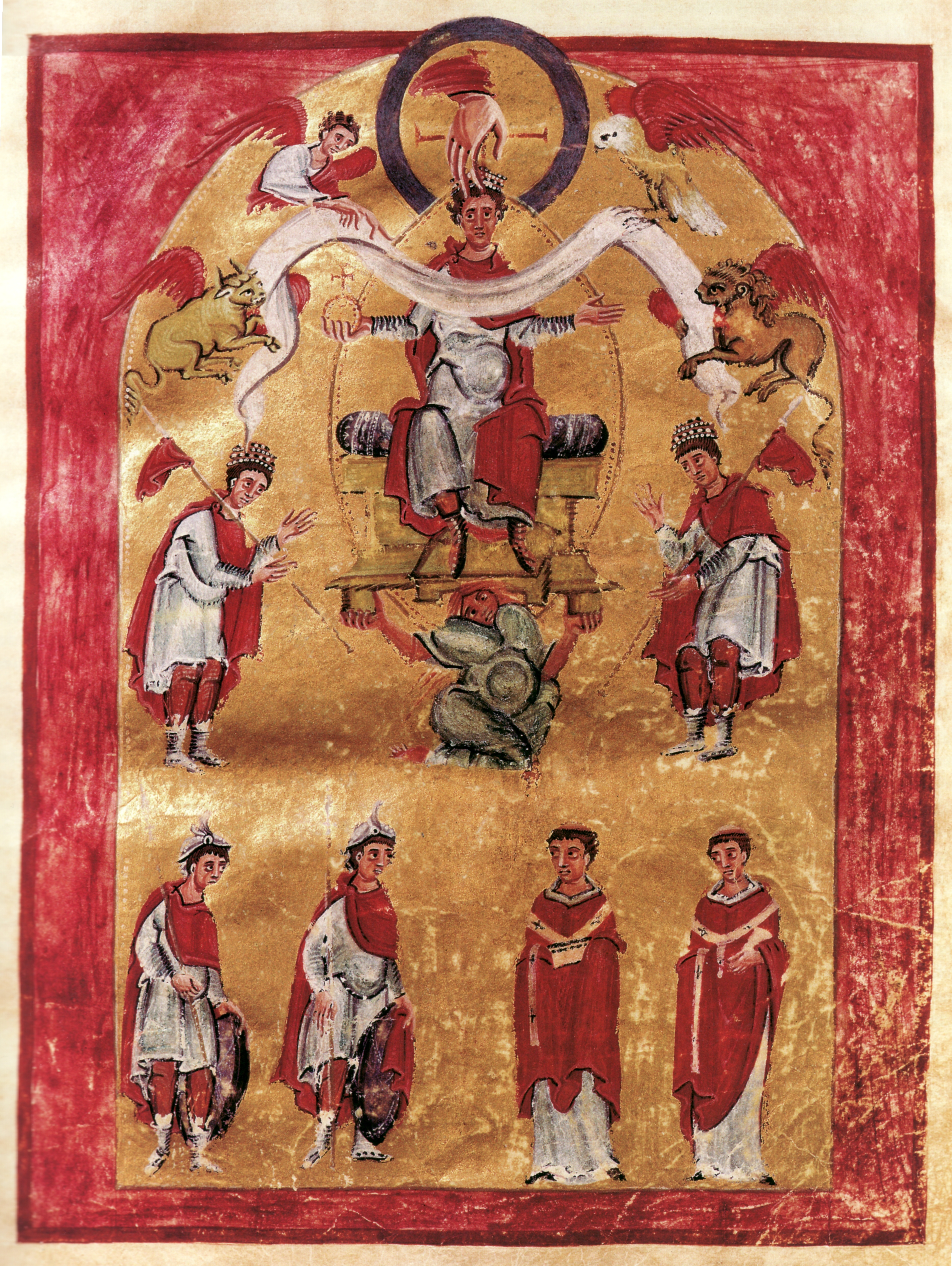
Evangeliario de Liuthar, Tesoro de la Catedral de Aquisgran, Inv. Grimme Nr. 25, f.16r
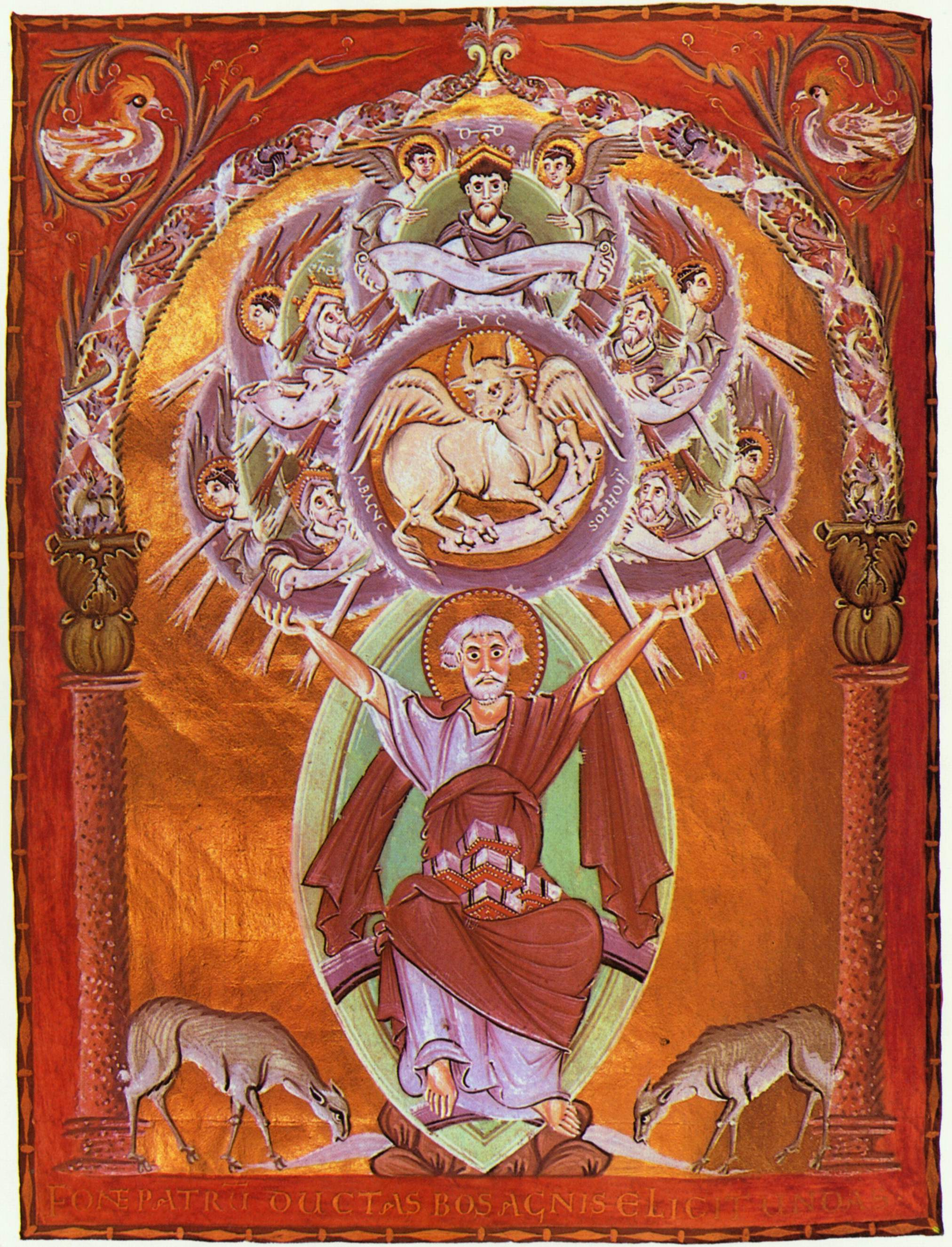
Evangeliario de Otón III, f.139v
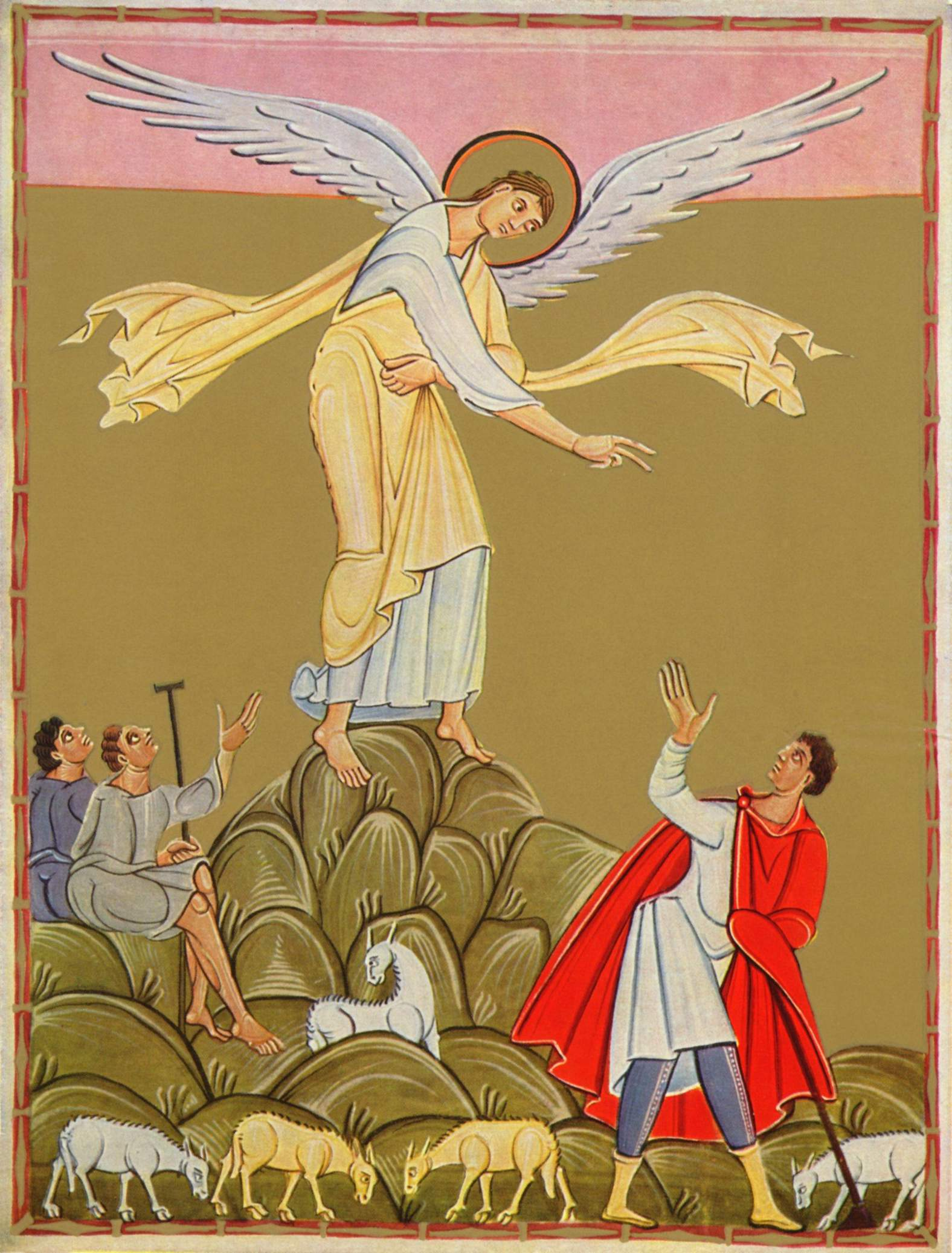
Libro de las Péricopes de Enrique II, L'Annonce faite aux bergers

### Colonia
Una original escuela de iluminación se desarrolló en el entorno del arzobispo Héribert de Colonia, cercano consejero de Otón III, a principios del siglo XI. Su estilo está particularmente influenciado por la iluminación bizantina, la presencia de un manuscrito griego del siglo XX siendo atestiguado en el lugar. Juega específicamente con el color, tanto con la diversidad de colores como con su interpretación plástica. Entre los manuscritos producidos destaca el códice de Hitda (Darmastadt, Landesbib. 1640). Otro estilo se desarrolló a partir de la década de 1020 bajo la influencia de dos iluminadores gemelos, Purchardus y Chuonradus, que vinieron de Reichenau, mezclando los estilos de los dos lugares y produciendo notablemente libros de Evangelios (Biblioteca Pierpont Morgan, M.651, BEB, Bibl.94).

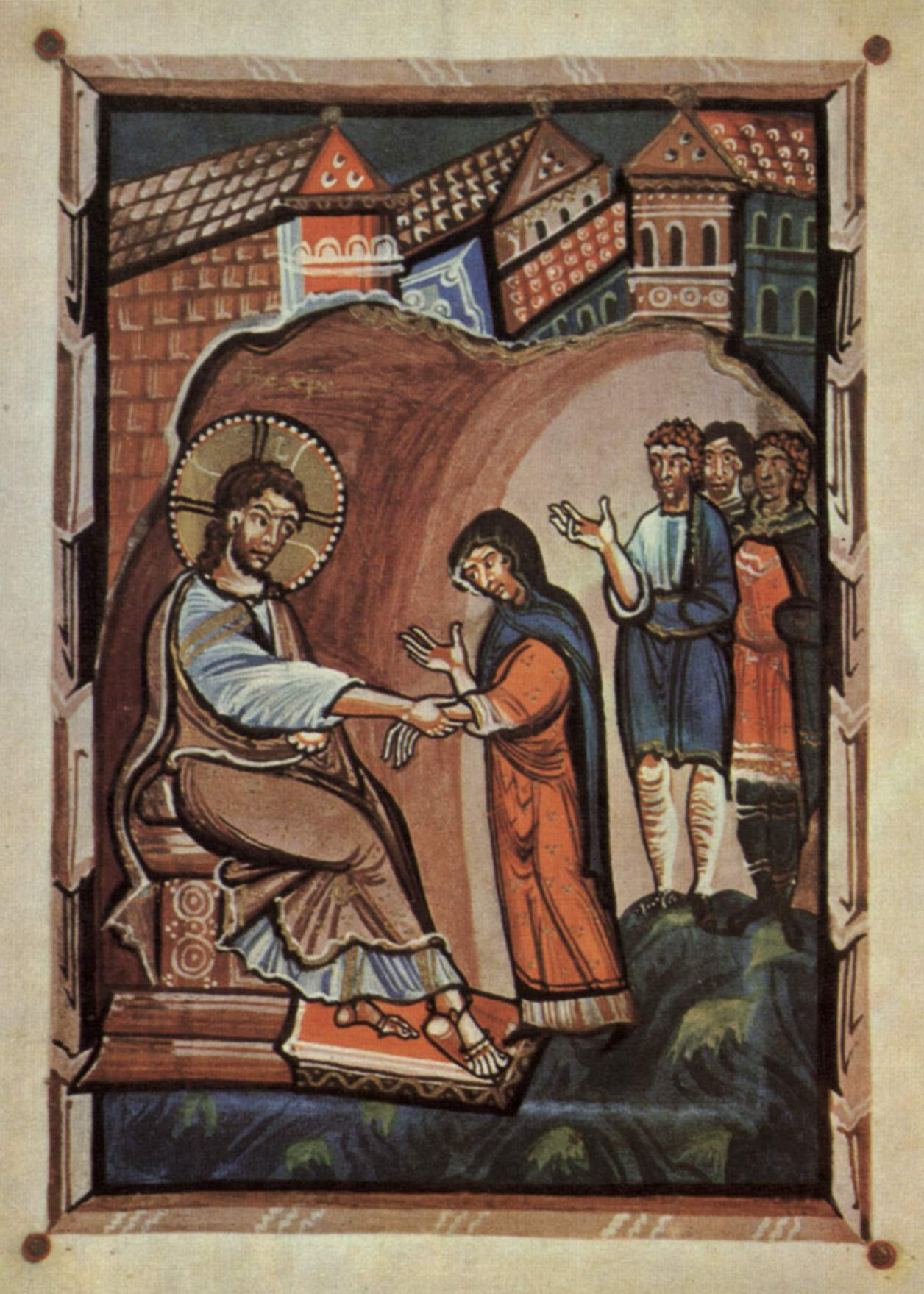
Codex de Hitda, Darmstadt, Landesbib. Ms.1640, f.77

### Maguncia
Fue en Maguncia donde se redactaron los documentos diplomáticos del Privilegium Ottonianum o el Acta de matrimonio de la emperatriz Teófano. La influencia bizantina, procedente en particular de la emperatriz, es aún más fuerte, como se puede comprobar en el libro de oraciones de Otón III.

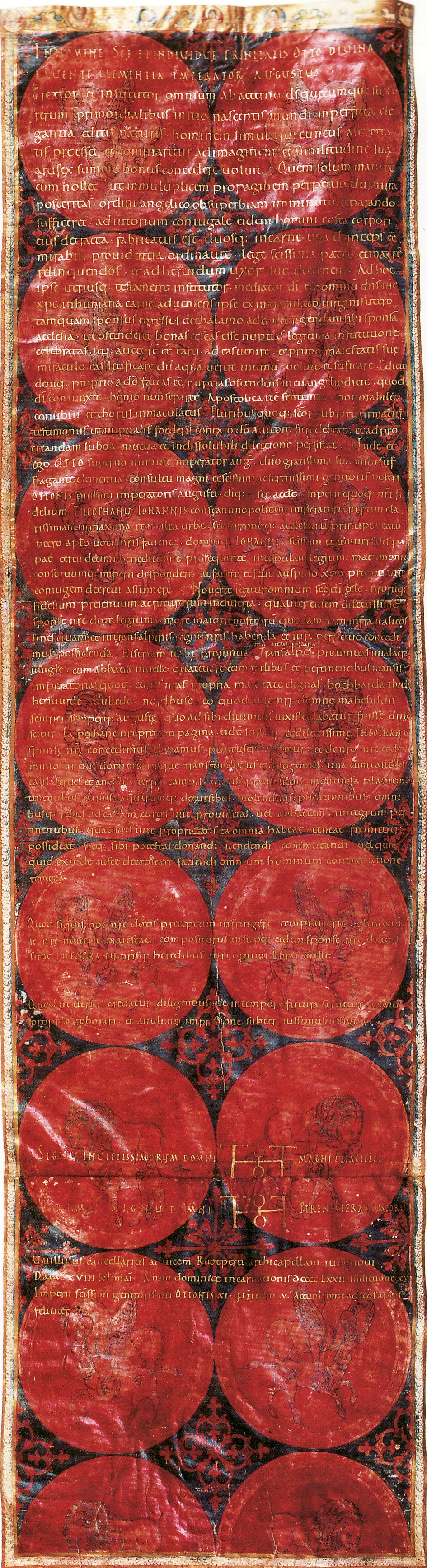
Acta de matrimonio de la emperatriz Téofano, Niedersächsisches Staatsarchiv 6 Urk. 11
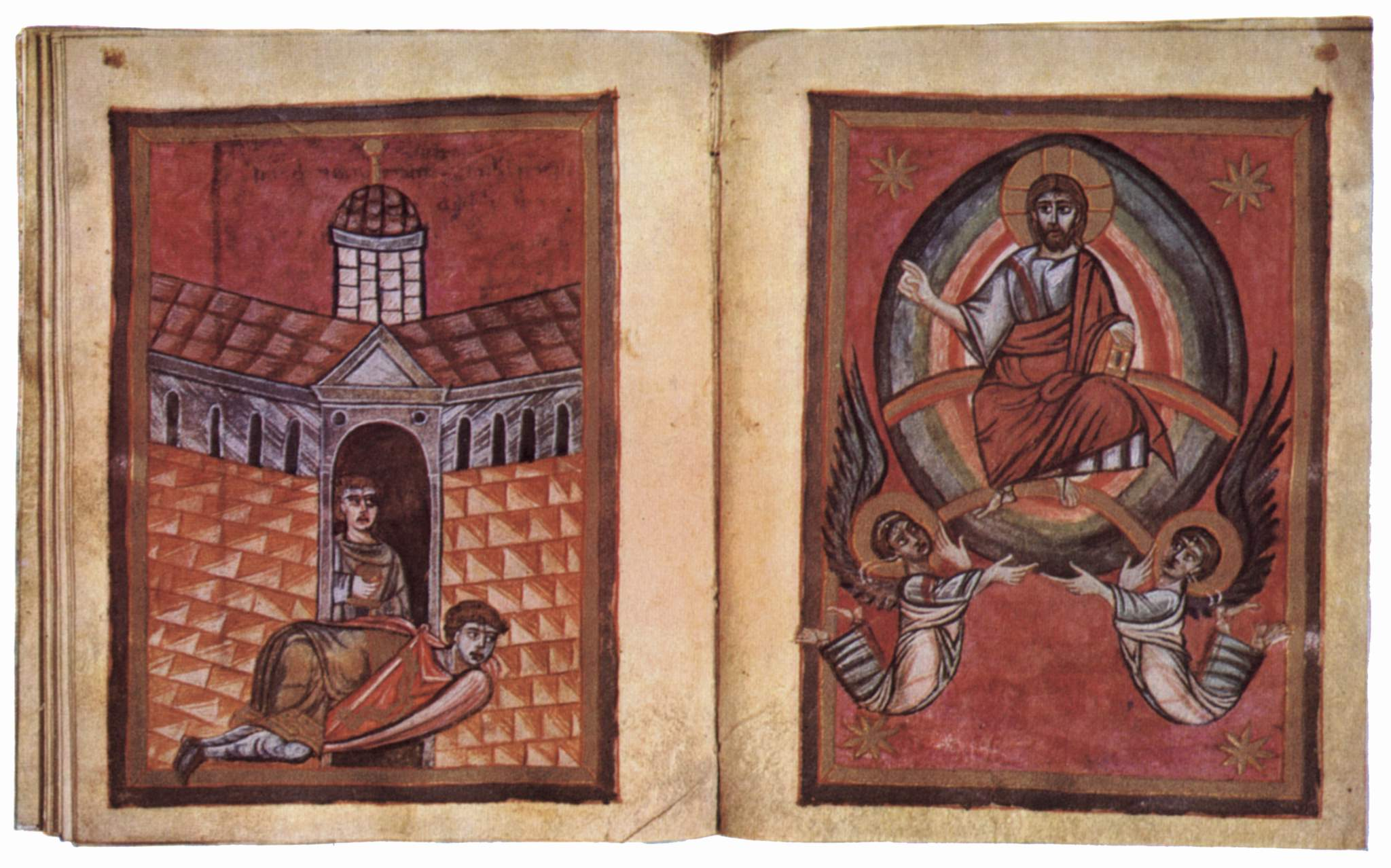
Libro oracional de Otón III, BEB Clm 30111, Adoration de la Maiestas domini.

### Ratisbona
Con la llegada de Enrique II a la cabeza del Sacro Imperio, favorece los centros de su región de origen, Baviera y, en particular, Ratisbona. En el lugar se conservaron numerosos manuscritos carolingios, incluido el Códice Áureo de Saint-Emmeran, que fue restaurado y añadido a finales del X X. siglo por el iluminador Adalpertus. El emperador Enrique II encargó así un lujoso sacramental en el que él mismo se hizo representar en dos miniaturas (BEB, Clm.4456). Donó otro libro del Evangelio a la Abadía de Montecassino hacia 1022 (Biblioteca Apostólica Vaticana, Ottobon Lat.74). Un tercer manuscrito famoso es elaborado por el mismo centro, se trata del Codex Uta (BEB, Clm 13601), un evangeliario cuyas miniaturas siguen los preceptos de la enseñanza escolástica de Hartwic de Saint-Emmeran.

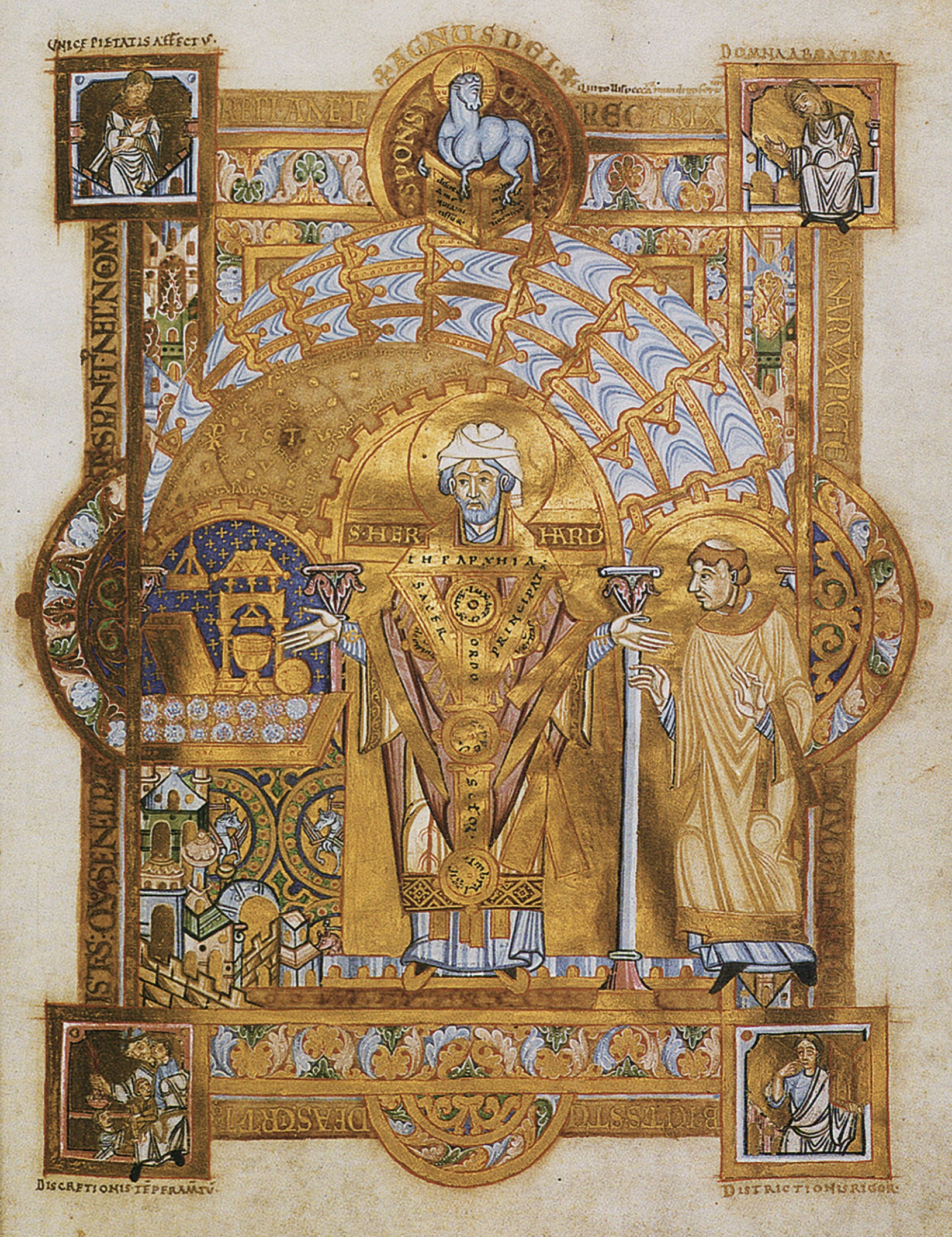
Codex Uta, saint Eberhard offrant la messe, BEB, Clm.13601, f.4
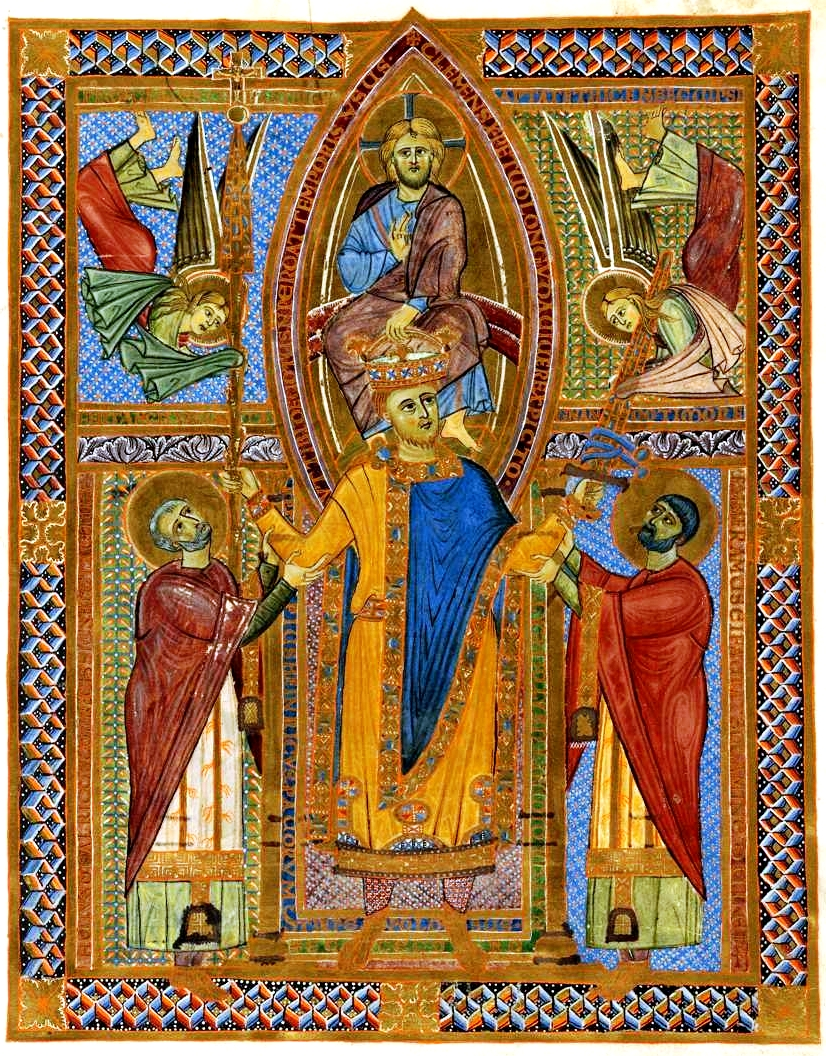
Sacramentaire de Enrique II, escena de la coronación del emperador, f.11r.
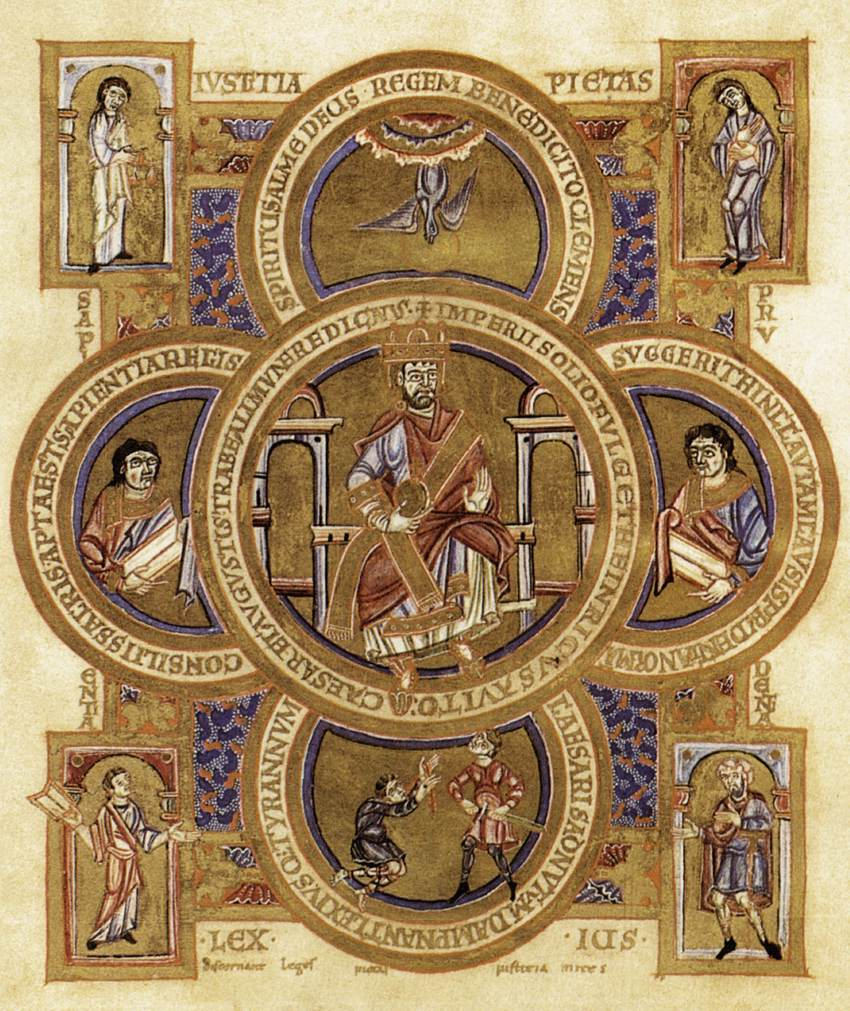
Evangeliario de Enrique II, Biblioteca Apostólica Vaticana, Ottobon Lat.74
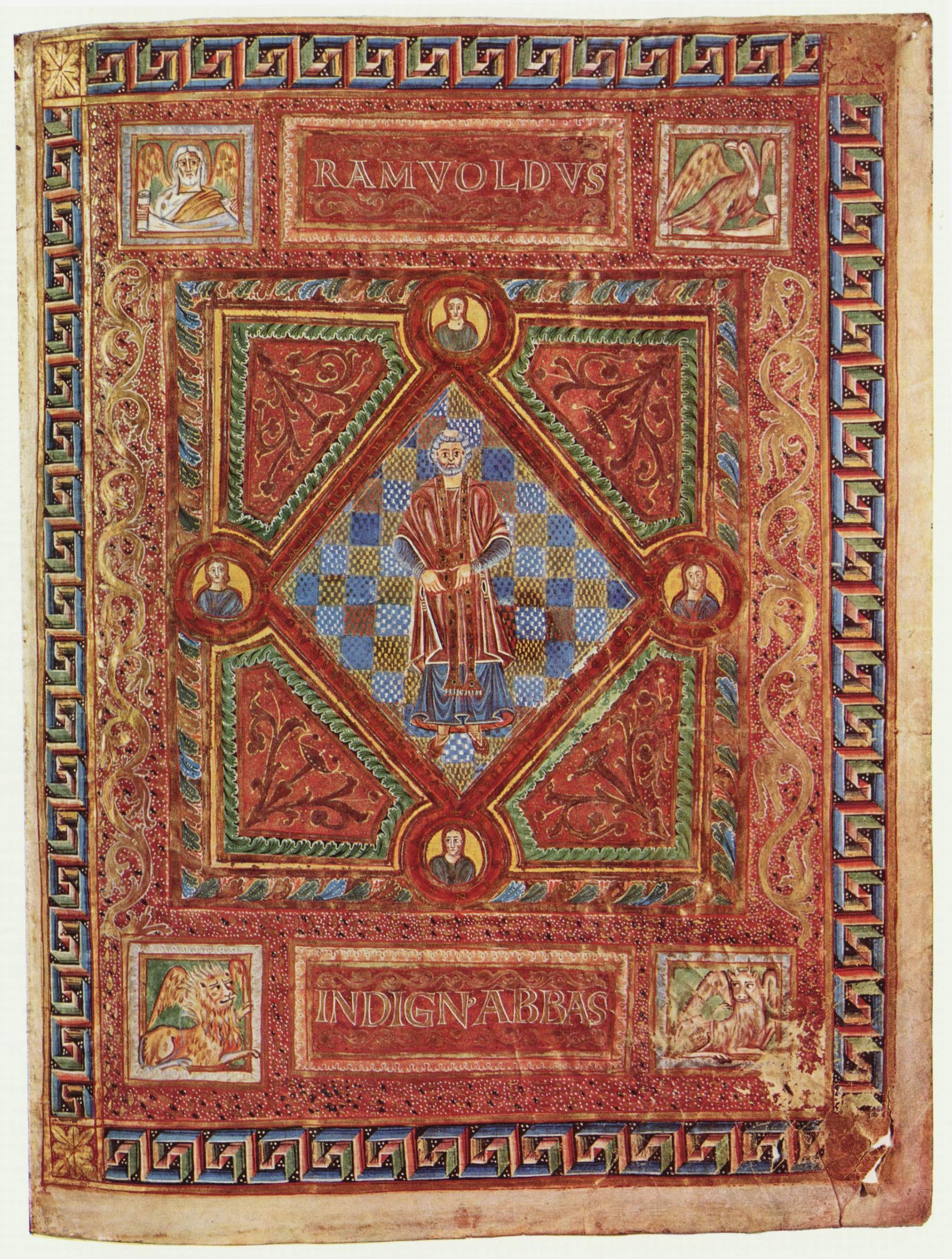
Codex Aureus de San Emmeram, BEB Clm.14000, miniatura agregada por Adalperto

### Salsburgo
La Escuela de Salzburgo es uno de los centros más importantes del último periodo otoniano, durante el reinado de Enrique II, ubicada en la Abadía de San Pedro de Salzburgo. Muy cercano al estilo de Ratisbona, está particularmente influenciado por la iluminación bizantina. También anuncia la iluminación románica. Entre los manuscritos famosos de esta escuela se encuentran las perícopas de Salzburgo (BEB, Clm 15713), así como otro libro de perícopas conservado en la Biblioteca Pierpont Morgan (M.781) así como un leccionario conservado en el mismo lugar (M.780) y fechado en la segunda mitad del siglo XI.

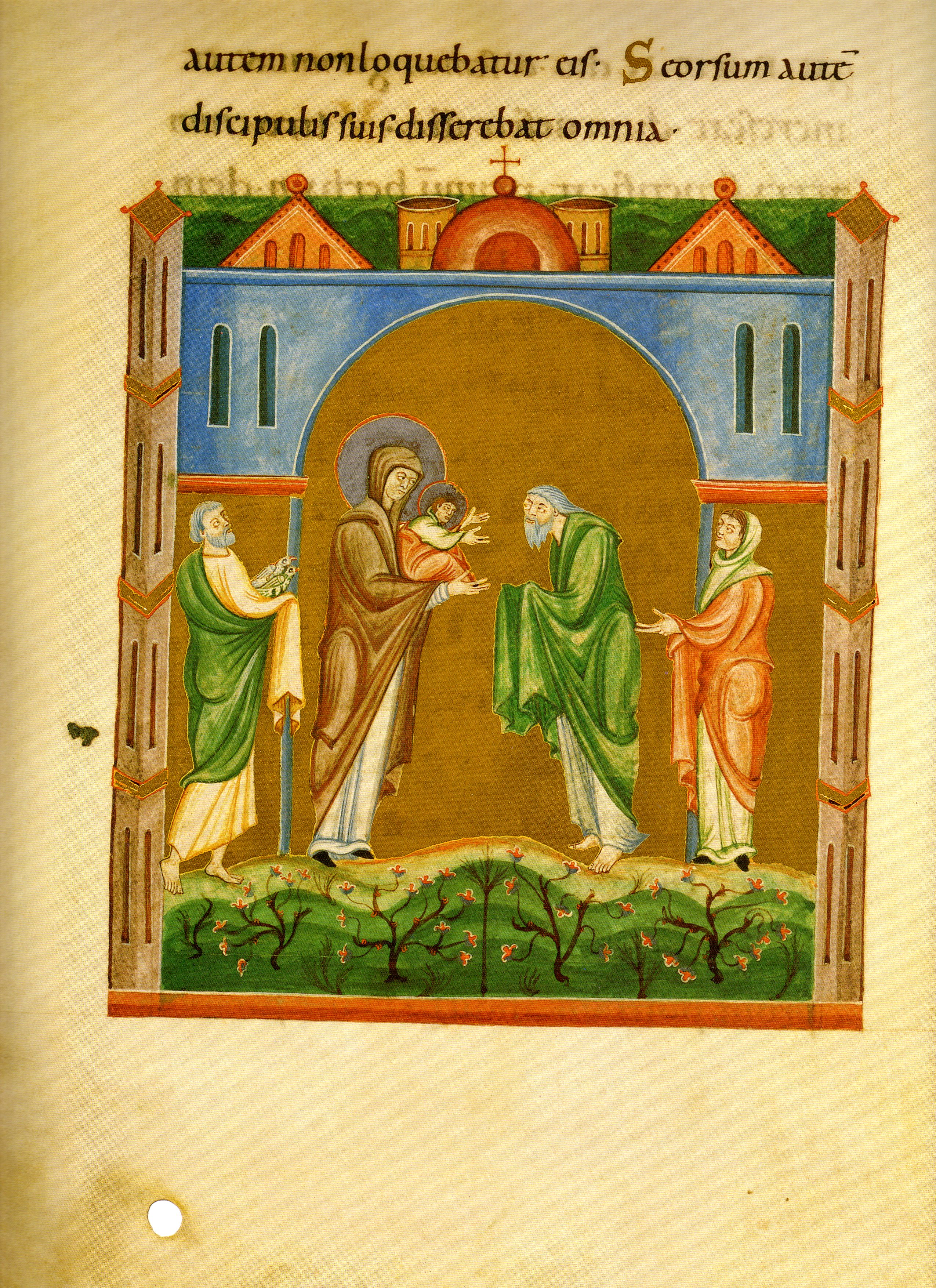
Péricopas de Salzburgo, f.24v

### Echternach
La Abadía de Echternach, en el actual Luxemburgo, prolonga el legado del maestro del Registrum Gregorii, en particular por medio del evangelario de la Santa Capilla conservado durante un tiempo en el monasterio. La proximidad de Tréveris también tuvo sin duda una gran influencia: algunos manuscritos conservados en esta ciudad, incluido el códice Egberti, sirvieron de fuente de inspiración para el scriptorium. El resurgimiento de la iluminación en esta abadía se produce tras su reforma realizada por Humberto a partir de 1028 y la protección proporcionada por el emperador Enrique III. Entre los manuscritos más famosos producidos por la abadía se encuentran el Codex Aureus de Echternach, entre 1030 y 1050, y luego el libro de Perícopas de Enrique III alrededor de 1039 (Bremen, Stadtbibl. cod. B.21) y el códice Aureus de Speyer hacia 1045 para la catedral de esta ciudad. El último manuscrito significativo es el manuscrito de los Evangelios de Goslar, donado a la catedral de esta ciudad por el emperador hacia 1051-1056.

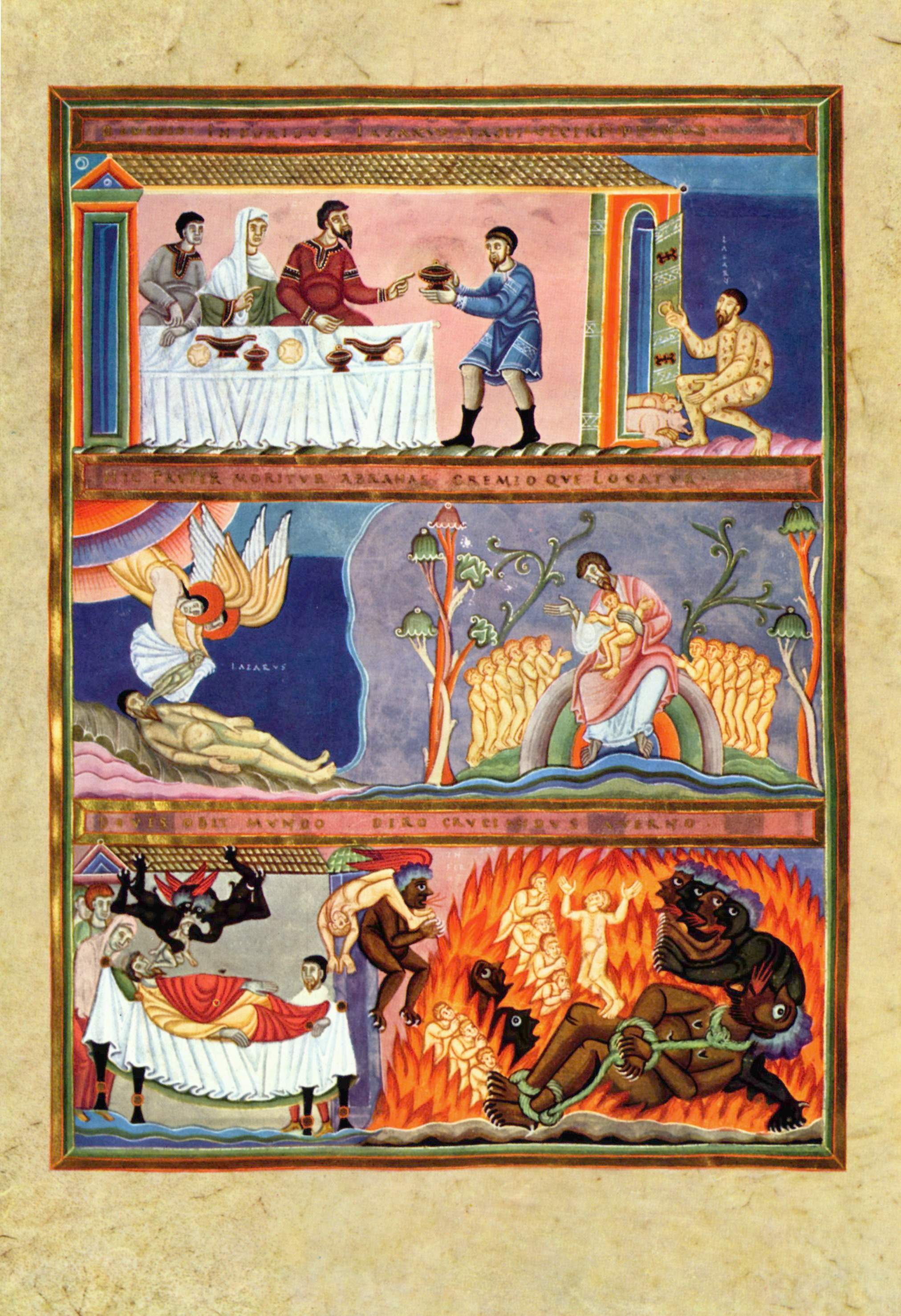
Codex Aureus de Echternach, fol. 78r
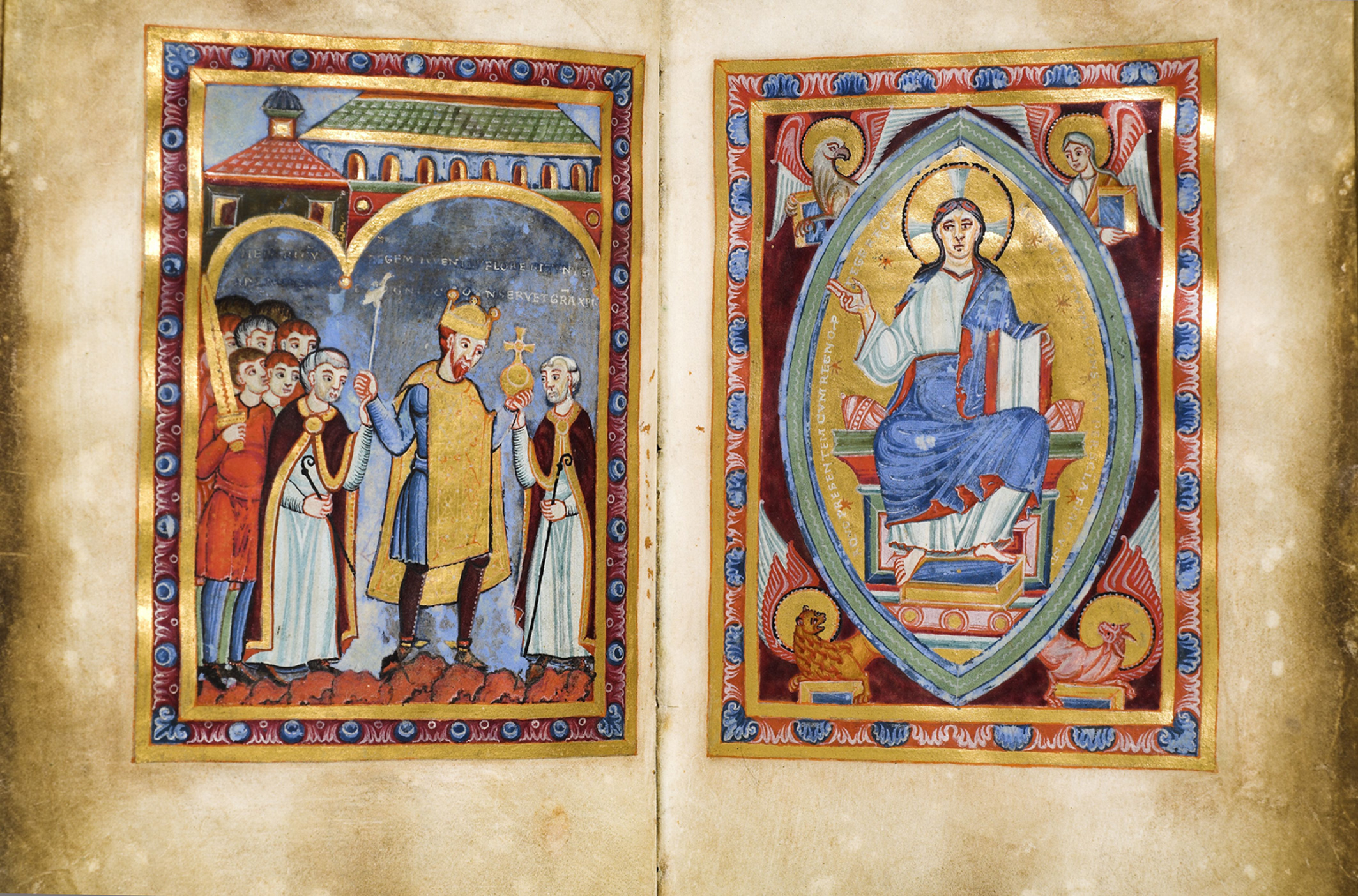
Libro de las Perícopas de Enrique III
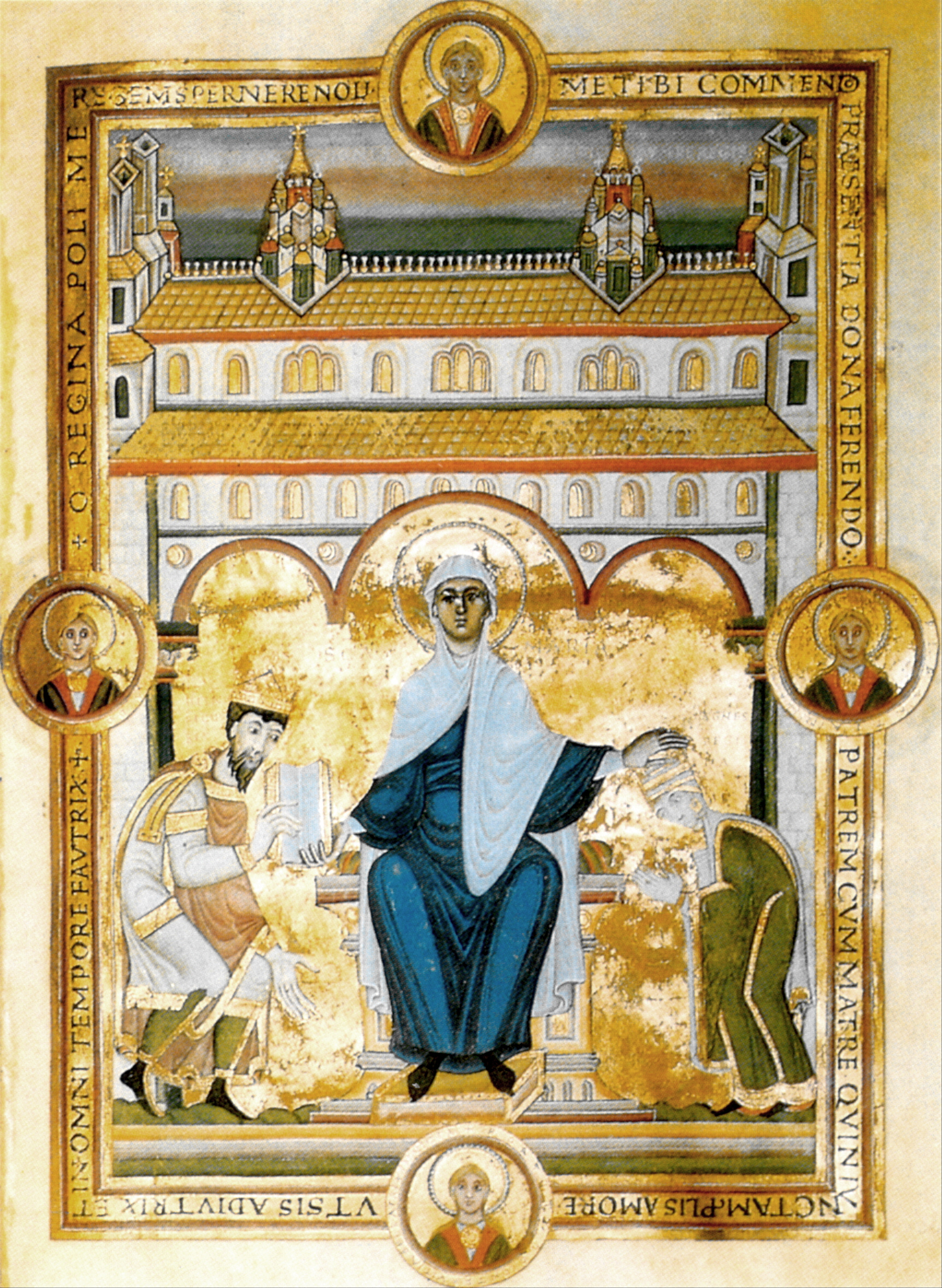
Codex Aureus de El Escorial, fol. 3r
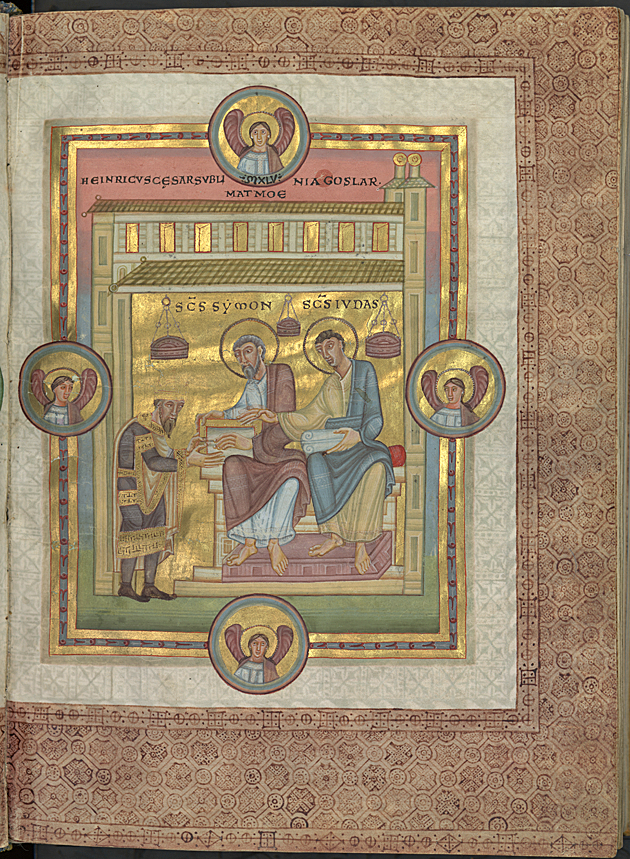
Evangelios de Goslar, fol. 4r.

## Influencia y reconocimiento
En 2003, la Biblioteca Estatal de Baviera propuso diez manuscritos del scriptorium de la abadía de Reichenau que datan del período otoniano para su inclusión en el registro de la Memoria del Mundo de la UNESCO. Este registro se conserva el mismo año porque «la superioridad absoluta de la iluminación alemana en Europa se afirmó por primera vez durante el período otoniano». Entre estos manuscritos se encuentran:
- El Evangelio de Liuthar u Otón III (Aquisgrán, Tesoro de la Catedral)
- El Apocalipsis de Bamberg (Bamberg, Biblioteca Estatal de Bamberg, Msc. Biblio.140)
- El comentario sobre el Cantar de los Cantares de Bamberg (Bamberg, Biblioteca Estatal de Bamberg, Msc. Biblio.22)
- El Salterio de Egbert (Cividale del Friuli, Museo Archeologico Nazionale, Ms.136)
- El Gero-Codex (Darmstadt, Landesbibliothek, Cod.1948)
- El libro de las perícopas de Enrique II (Múnich, Biblioteca Estatal de Baviera, Clm 4452)
- El Evangelio de Otón III (Múnich, Biblioteca Estatal de Baviera, Clm 4453)
- El evangelio de Reichenau (Múnich, Biblioteca Estatal de Baviera, Clm 4454)
- El Libro del Evangelio de Poussay (París, Biblioteca Nacional de Francia, Lat.10514)
- El Códice Egberti (Tréveris, Stadtbibliothek, Cod.24)